# Xanthorrachista alata
Xanthorrachista alata är en tvåvingeart som först beskrevs av Becker 1909.  Xanthorrachista alata ingår i släktet Xanthorrachista och familjen borrflugor. Inga underarter finns listade i Catalogue of Life.